# Васково
Ва́сково (болг. Васково) — село в Хасковській області Болгарії. Входить до складу общини Любимець.

## Населення
За даними перепису населення 2011 року у селі проживали 94 особи.
Національний склад населення села:
| Національність   | Кількість осіб | Відсоток |
| ---------------- | -------------- | -------- |
| цигани           | 58             | 68,2%    |
| болгари          | 26             | 30,6%    |
| турки            | 0              | 0%       |
| Всього відповіли | 85             |          |

Розподіл населення за віком у 2011 році:
Динаміка населення: